# Catita-de-listras
Catita-de-listras (nome científico: Monodelphis scalops) é uma espécie de marsupial da família dos didelfiídeos (Didelphiidae). Pode ser encontrada na Argentina, Paraguai e no Brasil, nos estados do Espírito Santo, Rio de Janeiro, São Paulo, Paraná e Santa Catarina.

## Descrição
A catita-de-listras apresenta porte pequeno, com comprimento de 20 centímetros, cauda entre 57 e 65 milímetros, e massa corporal entre 48 e 74 gramas. Possui padrão de coloração dorsal avermelhada na cabeça, membros anteriores e posteriores, cinza salpicado de branco na região intermediária entre a cabeça e as ancas, não possui faixas dorsais longitudinais, e a pelagem ventral é composta de pelos cinzas de ápice creme amarelado. A cauda, não-preênsil, possui porção proximal coberta de pelos semelhantes aos do dorso e os ¾ restantes cobertos por pelos avermelhados. Não possui marsúpio.

## Distribuição geográfica
A catita-de-listras tem distribuição pelo sudeste do Brasil nas regiões do bioma da Mata Atlântica dos estados do Espírito Santo, Rio de Janeiro e São Paulo, estendendo o território até o Paraná, e a outros países como Paraguai e Argentina.

## Ecologia e comportamento
A catita-de-listras foi classificada como insetívoro-onívora. Não há informações mais precisas sobre os hábitos alimentares e nem sobre a reprodução desta espécie. É um marsupial terrícola, presente tanto em florestas primárias quanto secundárias. Sua atividade é predominantemente crepuscular.

## Conservação
A perda progressiva de habitat devido ao homem é uma ameaça para algumas partes da área de distribuição e algumas populações estão em declínio. Consta como vulnerável na entrada de 2006 da Lista Vermelha da União Internacional para a Conservação da Natureza (UICN / IUCN). No Brasil, também aparece em várias listas de conservação: em 2005, foi citado como criticamente em perigo na Lista de Espécies da Fauna Ameaçadas do Espírito Santo; em 2014, como quase ameaçado no Livro Vermelho da Fauna Ameaçada de Extinção no Estado de São Paulo; e em 2018, como ameaçado na Lista das Espécies da Fauna Ameaçadas de Extinção no Estado do Rio de Janeiro e pouco preocupante na Lista Vermelha do Livro Vermelho da Fauna Brasileira Ameaçada de Extinção do Instituto Chico Mendes de Conservação da Biodiversidade (ICMBio).